# Dub letní v Luhu
Dub letní v Luhu je památný strom rostoucí v Luhu, části Raspenavy, městě na severu České republiky, ve Frýdlantském výběžku Libereckého kraje.

## Poloha a historie
Strom roste východně od Luhu, na území přírodního parku Peklo, ve stromovém porostu jihozápadního úbočí Pekelského vrchu (487 m n. m.). V jeho těsné blízkosti je vedena místní účelová polní cesta odbočující v Luhu u pomníku císaře Josefa II. ze silnice číslo II/290, přechází železniční trať číslo 038 z Raspenavy do Bílého Potoka, prochází kolem památného stromu a dále stoupá k Pekelskému vrchu, který postupně obchází ze západní a severní strany, než se v Pekle, další části Raspenavy, jižně od zdejšího rybníka Petr připojí na silnici číslo III/29014. O prohlášení stromu za památný rozhodl dne 30. května 2000 městský úřad v Novém Městě pod Smrkem, jenž vydal příslušný dokument, který nabyl své účinnosti k 30. srpnu 2000.

## Popis
Památný strom je dub letní (Quercus robur), jehož kmen dosahuje výšky sedmnácti metrů a obvod kmene činí 509 centimetrů. V době prohlášení stromu za památný bylo v jeho nejbližším okolí definováno rovněž ochranné pásmo, které má tvar kruhu, jehož poloměr je roven desetinásobku průměru kmene měřené ve výšce 130 centimetrů nad zemským povrchem. Při vyhlašování památečnosti stromu měl poloměr kruhu hodnotu 16 metrů.